# ستيف هوغن
ستيف هوغن (بالإنجليزية: Steve Hogan)‏ هو سياسي أمريكي، ولد في 1964 في لنكن في الولايات المتحدة، وتوفي في 13 مايو 2018 في أورورا في الولايات المتحدة بسبب سرطان. حزبياً، نشط في الحزب الجمهوري. وقد انتخب عضو مجلس نواب كولورادو.